# Andrej Mordvičev
Andrej Nikolaevič Mordvičev (in russo Андрей Николаевич Мордвичев?; Pavlodar, 14 gennaio 1976) è un generale russo, comandante in capo delle Forze terrestri russe dal maggio 2025 e del Gruppo di forze del centro durante l'invasione russa dell'Ucraina.
Tra i comandanti più rilevanti della Russia nell'invasione dell'Ucraina, ha guidato le truppe di Mosca in due delle battaglie più importanti della guerra, quella di Mariupol' nel 2022 e quella di Avdiïvka nel 2024.

## Biografia
Andrej Nikolaevič Mordvičev è nato il 14 gennaio 1976 a Pavlodar, nella RSS Kazaka. Si è diplomato alla Scuola superiore del comando militare di Novosibirsk nel 1997 e all'Accademia delle armi combinate nel 2006. Nel 2010 è stato vicecomandante della 5ª Brigata fucilieri motorizzata delle guardie con il grado di tenente colonnello. Promosso a colonnello, è stato nominato comandante della 4ª Brigata corazzata delle guardie dal 2011. Nel 2013 è stato trasferito al comando della la 28ª Brigata fucilieri motorizzata e promosso a maggior generale nel giugno dello stesso anno. Dismesso dal suo incarico nel 2014, Mordvičev ha frequentato l'Accademia militare di Stato maggiore per due anni.
Dopo essersi diplomato all'Accademia militare dello stato maggiore nel 2016, Mordvičev è stato nominato vice comandante del 68º Corpo d'armata. Nel 2017 è stato nominato capo di stato maggiore e primo vice comandante della 41ª Armata combinata. Nel 2019 è stato trasferito alla 8ª Armata combinata come primo vice comandante e capo di stato maggiore. Successivamente nel 2021 è stato nominato comandante ufficiale dell'armata e promosso a tenente generale.

### Invasione russa dell'Ucraina
Mordvičev ha comandato l'8ª Armata durante la prima fase dell'invasione russa dell'Ucraina e fonti ucraine affermarono che il generale fosse stato ucciso in un attacco aereo il 18 marzo sull'aeroporto di Čornobaïvka. Tuttavia la presunta morte di Mordvičev non fu confermata da fonti russe e venne smentita il 28 marzo, quando i media trasmisero immagini che mostravano il leader della Cecenia Ramzan Kadyrov che incontrava Mordvičev a Mariupol'.
Dal 17 febbraio 2023 comanda il Distretto militare centrale, avendo sostituito il colonnello generale Aleksandr Lapin. Il 7 settembre 2023 è stato promosso a colonnello generale dal Presidente della Federazione Russa Vladimir Putin.
Sotto il suo comando, il 17 febbraio 2024 le unità militari russe hanno conquistato la cittadina di Avdiïvka, nei pressi di Donec'k, dopo duri e prolungati combattimenti. Il 26 marzo 2024 è stato conferito al generale Mordvičev, per la sua azione di comando nella battaglia, il titolo di Eroe della Federazione Russa.
Il 16 maggio 2025 Mordvičev è stato nominato comandante in capo delle forze terrestri russe, succedendo il generale Oleg Saljukov.

## Vita privata
Mordvičev è sposato con la giornalista Vladislava Mordvičeva.

## Onorificenze
Mordvičev ha ricevuto le seguenti decorazioni: